# Segedinski sandžak
Segedinski sandžak je bio naziv administrativno-teritorijalne (vojno-upravne) jedinice u europskom dijelu Osmanskog Carstva, u srednjem Podunavlju.
Segedinski sandžak je teritorijem bio smješten između Dunava i Tise.

## Upravna organizacija
Sjedište mu je bilo u ugarskom gradu Segedinu. Upravno je pripadao Budimskom pašaluku.
Upravno je bio podijeljen na 8 nahija: 
1. subotička (Subotica; Sobotka; Szabadka)
2. somborska (Sombor; Sonbor; Zombor)
3. bačka (Bač; Baç; Bács)
4. titelska (Titel)
5. segedinska (Segedin; Segedin; Szeged)
6. bajska (Baja; Baya; Baja)
7. šoltska (Solt; Sót; Solt)
8. kalačka (Kalača; Kalacsa; Kalocsa)

Nakon osvojenja Egera (Jegar, 1596.) i Kaniže (Nagykanizsa, 1600.), ti su gradovi u početku 17. stoljeća pretvoreni u središta novih pašaluka. Tada je sandžak Budimskog pašaluka Segedinski sandžak pripojen Egerskom pašaluku.